# Centre aéronautique de Beynes
Pour les articles homonymes, voir CAB.
Le Centre aéronautique de Beynes-Thiverval (CAB) est un aéro-club spécialisé dans  la pratique du vol en planeur (ou vol à voile). Il s'agit d'une structure associative qui dispose d'une flotte d'une vingtaine d'appareils et qui propose des baptêmes de l'air, des stages de vol en planeur ou une formation au brevet de pilote de planeur.
Il est installé sur l'aérodrome de Beynes - Thiverval (LFPF), au cœur des Yvelines et fonctionne en général de février à octobre.